# Mohr-Gruber-Denkmal
Das Mohr-Gruber-Denkmal in der Salzburger Stadtgemeinde Oberndorf bei Salzburg ist ein 1928 enthülltes Denkmal für Joseph Mohr und Franz Xaver Gruber, die Schöpfer des Weihnachtsliedes Stille Nacht, heilige Nacht. Die Bronzeplastik steht vor der dortigen Stadtpfarrkirche und soll an die Uraufführung des Liedes in Oberndorf 1818 erinnern.

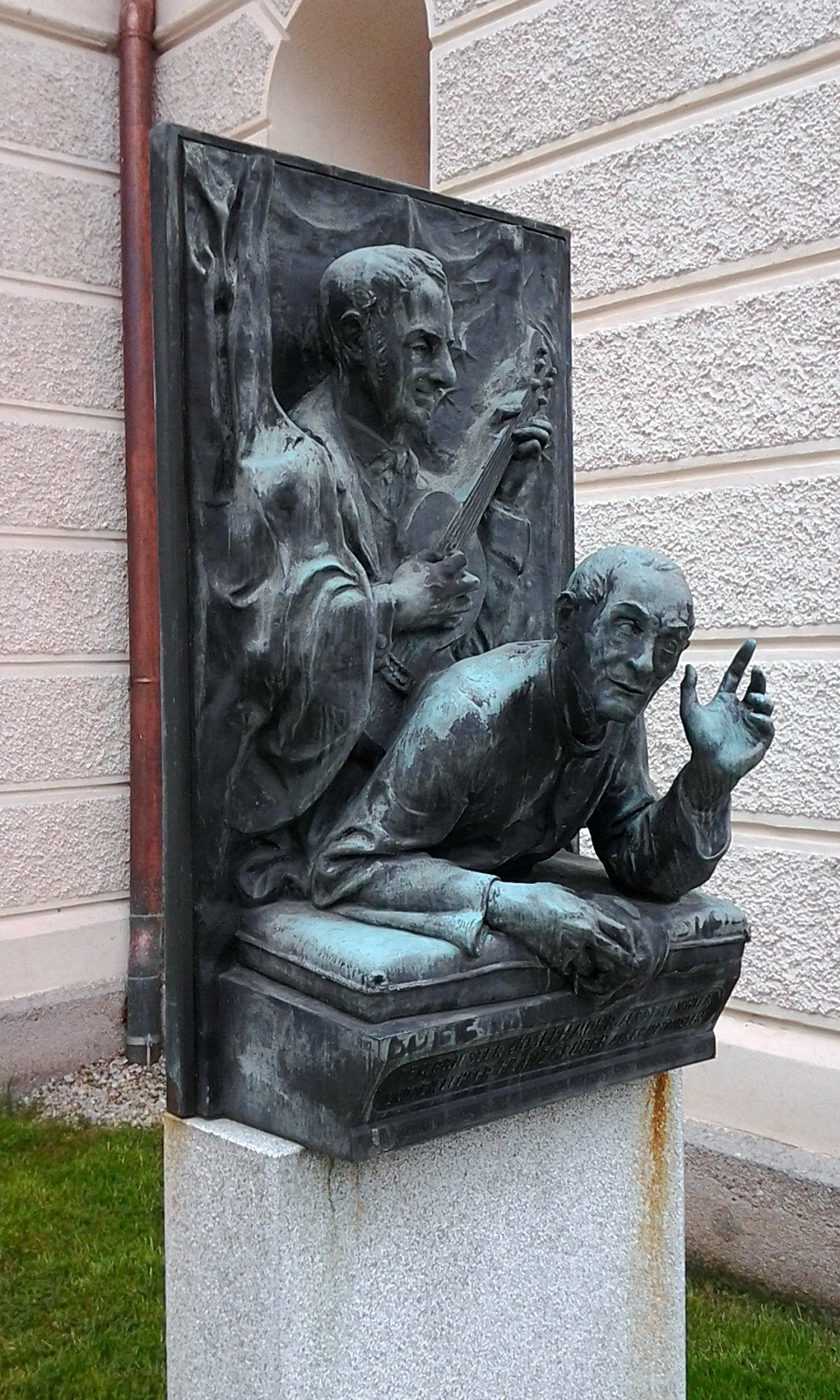
Denkmal für Joseph Mohr und Franz Xaver Gruber in Oberndorf bei Salzburg (2013)

## Geschichte
Das Mohr-Gruber-Denkmal war ursprünglich allein als Monument für Joseph Mohr, den Textdichter des Weihnachtsliedes, gedacht gewesen und sollte in Wagrain im Salzburger Pongau, dem Sterbeort Mohrs, aufgestellt werden. Initiator war ein 1908 unter der Federführung des Pfarrers Augustin Reiter dort gebildetes Komitee, das den Priester und akademischen Bildhauer Josef Mühlbacher mit der Schaffung eines solchen Denkmals beauftragte. Mühlbacher fertigte vorerst auf eigene Kosten 1912 einen ersten Bronzeguss an. Vom Komitee konnten aber keine ausreichenden Gelder für Honorar und Kosten der Aufstellung aufgebracht werden. Aufgrund der Umstände des Ersten Weltkriegs und der nachfolgenden Zeit hoher Inflation blieb eine Fertigstellung in dieser Zeit aus, und die Idee einer Aufstellung des Denkmals in Wagrain wurde aufgegeben.
Erneut bemühte man sich um die Skulptur in Oberndorf bei Salzburg im Rahmen der dortigen Feierlichkeit anlässlich der 100-jährigen Wiederkehr der Uraufführung von Stille Nacht, heilige Nacht. Die aus wirtschaftlichen Gründen 1918 abgesagte 100-Jahr-Feier wurde in Form der feierlichen Grundsteinlegung zur Stille-Nacht-Gedächtniskapelle um den 15. August 1924 nachgeholt. Für den weiteren Bau der Kirche wurde 1925 eine Spendensammlung eingerichtet, die auch Geld für die Anschaffung der Skulptur bringen sollte,
das Ergebnis war aber mager. Schließlich fand Mühlbacher 1926 im Landesverband der Bildungsbeamten Bayerns einen Geldgeber. Dieser kaufte Mühlbacher die Mohr-Plastik ab und beauftragte ihn gleichzeitig, sie als Monument auch für Gruber, den Komponisten des Stille-Nacht-Liedes, umzuarbeiten.
Die neu gestaltete Skulptur wurde – aufgestellt in der linken Seitenkapelle der Pfarrkirche Oberndorf – am 26. Dezember 1928 feierlich enthüllt. Die Uraufführung des Weihnachtsliedes hatte ebenfalls in einer Seitenkapelle der Nikolauskirche, dem Vorgängerbau der jetzigen Pfarrkirche, stattgefunden. Die Gemeinde Oberndorf und die Pfarre Oberndorf verpflichteten sich zur Wahrung und Pflege des Denkmals.
Die Plastik wurde 1968 im Zuge einer Neugestaltung des Kirchenvorplatzes für die Allgemeinheit besser sichtbar an den Rand des Platzes übersiedelt und ist nun, nach einer neuerlichen Umgestaltung des Platzes, an der linken Seite des Kircheneingangs platziert.
Eine Kopie der Skulptur befindet sich seit etwa 2018 neben der Stille-Nacht-Kapelle.

## Gestaltung
Das Mohr-Gruber-Denkmal ist ein aus Bronze gefertigtes, auf einem Granitsockel ruhendes Relief und stellt Joseph Mohr mit dem Motiv des Fensterguckers dar. Mohr blickt aus dem Himmelsfenster auf seine ehemaligen Wirkungsstätten auf Erden und lauscht der Musik des Stille-Nacht-Liedes. Dahinter spielt Gruber die Gitarre, was in Hinblick auf die Uraufführung des Liedes in Oberndorf am 24. Dezember 1818 höchstwahrscheinlich nicht der geschichtlichen Tatsache entspricht. Als Hintergrund der Szene ist ein Sternenhimmel angedeutet.

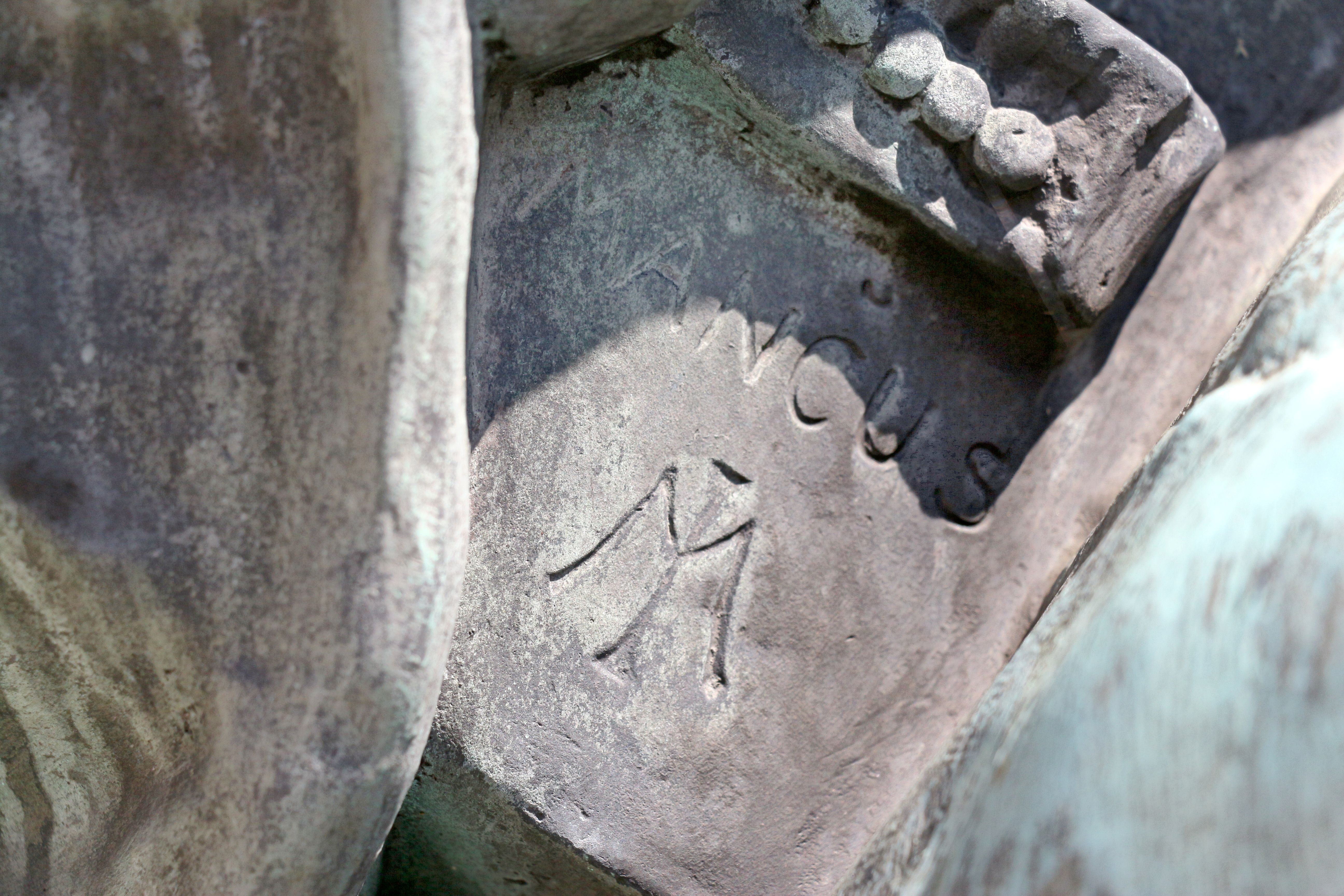
Initialen des Bildhauers und Vermerk Mancus

Während der Kopf von Mohr nach seinem exhumierten Schädel naturgetreu geformt ist und in der ursprünglichen Version von 1912 vorliegt, stand für das später angefertigte Bildnis von Gruber dessen Enkel Felix Gruber Modell. 
Auf dem Denkmal steht im unteren Bereich der Skulptur von Gruber der Vermerk MANCUS (= verstümmelt; unvollständig), was sich auf den Umstand bezieht, dass die rechte Hand des Bildhauers nach einem Schlaganfall gelähmt war und er die Arbeit am Bildnis Grubers mit der ungeübten linken Hand fertigstellte.
Die Inschrift unter dem Bildnis lautet: „DEM PRIESTER JOSEPH MOHR ALS DEM DICHTER UND DEM LEHRER FRANZ GRUBER ALS DEM KOMPONISTEN“. Als Signatur findet sich „ÆRI • COMPOSVIT • MVEHLBACHER • HOC • MONVMENTVM • FIRMIVS • ÆRE • MOHR • IPSE • POETA • SIBI“. („Aus Bronze schuf Mühlbacher dieses Denkmal; ein festeres als Metall schuf sich Mohr selbst als Dichter.“)
An der linken Außenseite der Skulptur liest man die Jahreszahl 1912. Gegossen wurde das Objekt von der Erzgießerei AG in Wien.